# والتر مارس 1

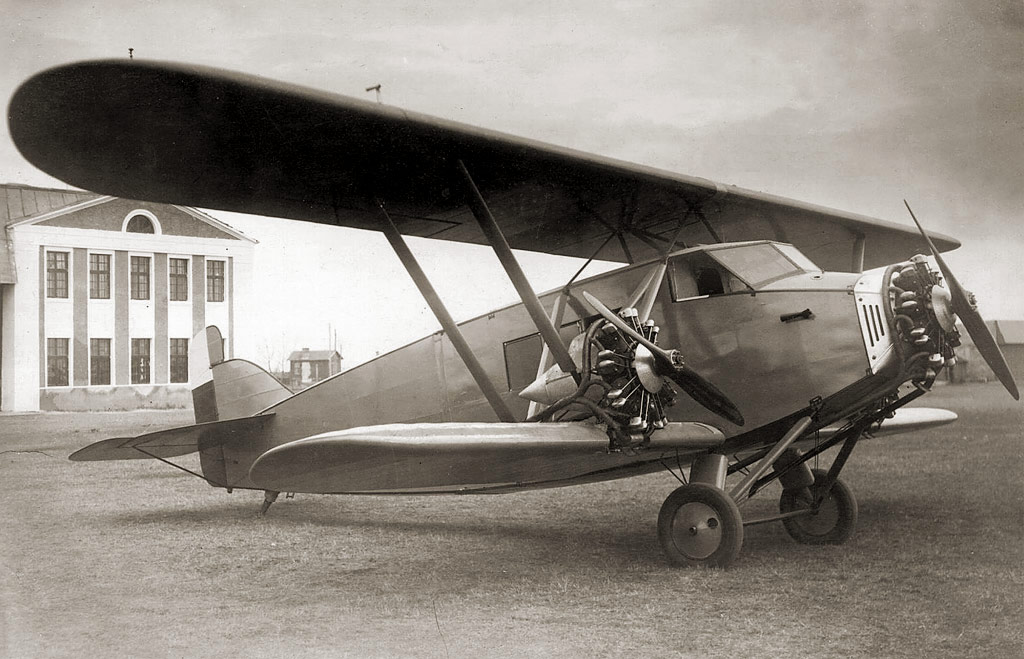
طائرة دار 4 ثلاثية المحرك، مشغلة بمحرك مارس 1.

والتر مارس 1 محرك طائرة شعاعي مكون من 9 أسطوانات، ويُبرد بالهواء. صُنع المحرك في تشيكوسلوفاكيا في أواخر عشرينيات القرن العشرين.

## التصميم والتطوير
كان مارس 1 هو التصميم الأكبر سعة في فئة مكونة من ثلاث محركات شعاعية متشابهة، أنتجتها شركة والتر. استُخدمت الأسطوانات الشائعة لمحرك والتر فيجا ذو الخمسة أسطوانات ومحرك والتر فينوس ‏ ذو السبعة أسطوانات، بينما استخدم مارس 1 تسعة أسطوانات.

## التطبيقات

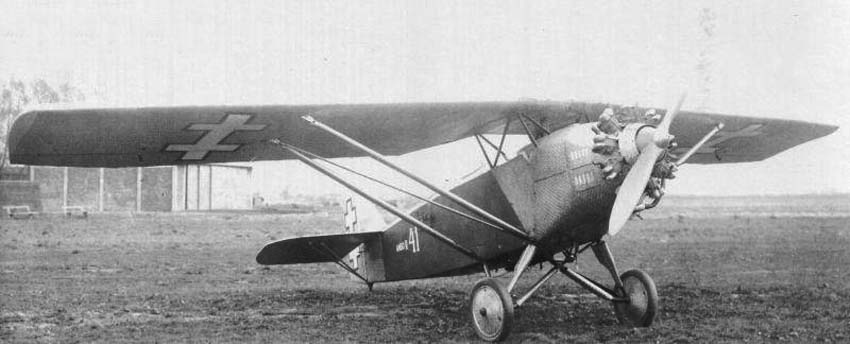
أنبو 3

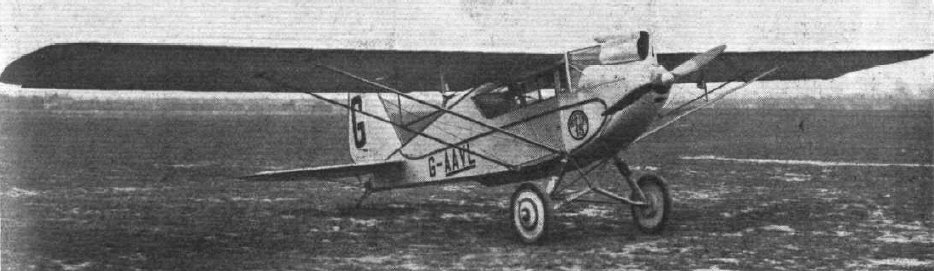
بريدا با 15

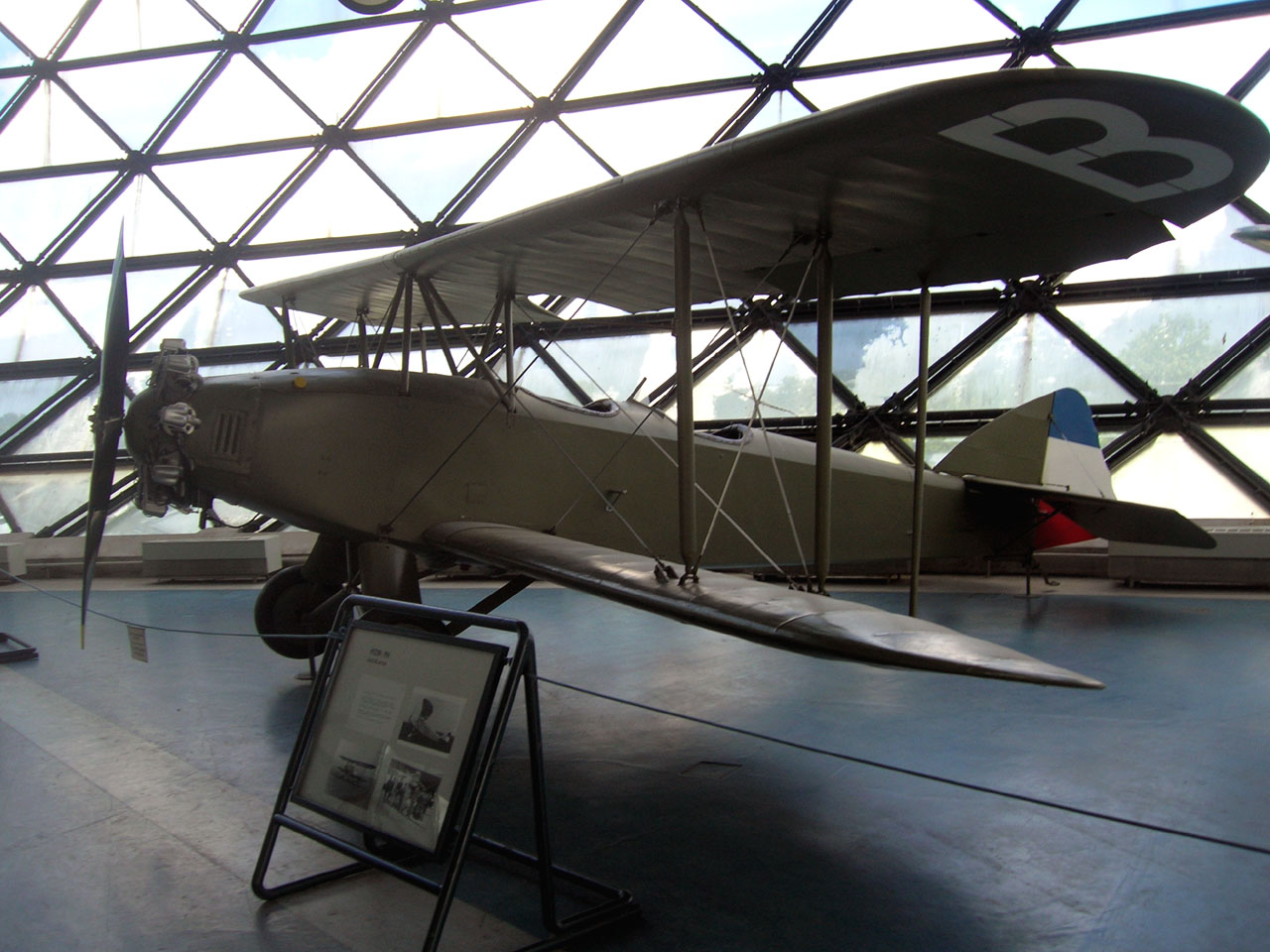
فيزير إف إن في متحف طيران بيلجارد.

استُخدم المحرك في الطائرات التالية:
- أنبو 3  [لغات أخرى]‏
- بريدا با 15  [لغات أخرى]‏
- دار 4  [لغات أخرى]‏
- دار 6  [لغات أخرى]‏
- فيزير إف إن  [لغات أخرى]‏
- فوك وولف ايه 33
- ليتوف اس 32  [لغات أخرى]‏
- سيت 10  [لغات أخرى]‏

## المواصفات

### مواصفات عامة
- النوع: محرك طائرة شعاعي مكون من 9 أسطوانات ويُبرد بالهواء.
- قطر الأسطوانة: 105 مم.
- الشوط: 120 مم.
- السعة: 9.352 لتر.
- الوزن الصافي: 159 كجم.

### المكونات
- نظام الوقود: مكربن زينيث النوع 42، وشمعتان احتراق في كل أسطوانة بالإضافة إلى مغناطيس مولد شرارة مزدوج..
- نظام التبريد: تبريد بالهواء.
- وحدة تخفيض سرعة المروحة الدافعة: تتصل مباشرة بعمود الدوران.

### الأداء
- القدرة الناتجة: 150 حصان (112 كيلو وات).
- نسبة الانضغاط: 1:5.15
- نسبة القدرة إلى الوزن: 0.43 حصان/باوند (0.72 كيلو وات/كجم).